# Roy Kilner
Roy Kilner, né le 17 octobre 1890 à Wombwell et mort le 5 avril 1928 à Kendray, est un joueur professionnel anglais de cricket qui a joué neuf test-matchs pour l'équipe d'Angleterre entre 1924 et 1926.